# Famille Begasse de Dhaem
La famille Begasse de Dhaem (olim Begasse ou Begas) est une famille d'origine luxembourgeoise.
À la fin du XVIIIe siècle, elle se divise en deux branches. La branche belge, dont les membres acquièrent une notoriété dans l'industrie du textile, est anoblie par le roi Léopold II en 1898, et l'extension du nom de famille à Begasse de Dhaem est autorisée par un décret de 1928. La branche allemande, toujours connue aujourd'hui sous le nom Begas, compte des représentants célèbres de l'art allemand du XIXe siècle.

## Histoire
La généalogie connue remonte à Denis Begas (ou Begasse), vivant en 1560, lequel habitait Charneux et mourut vers 1628. Elle a fourni, notamment un mayeur de Rémersdael ; un chanoine de l'ordre des Prémontrés, qui devint le quarantième abbé mitré de l'abbaye de Steinfeld, vicaire général de Westphalie, archidiacre de Schleiden, seigneur temporel d'Urft ; deux grands baillis du comté de Schleiden ; un président du tribunal de Cologne, etc.

## Ancêtres
- Étienne Begas (1657), mayeur de Rémersdael x Cornélie Nicolaï d'Aubel
  - Gérard-Lambert Begasse (1683-1758), x Elisabeth von Contzen (° 1698)
    - Antoine Bégasse (1722-1786), grand-bailli du comté de Schleiden x Elisabeth de Corsten (1728-1802)
      - Louis Bégasse (1756-1839), grand-bailli du comté de Schleiden puis maire de Schleiden sous le Premier Empire[2]  x Hélène de Dhaem (1756-1830)
        - Charles Begasse (1797-1887), industriel x Jeanne Taelemans (1820-1894)
          - Joseph Begasse (voir ci-dessous)

      - François Begasse (1764-1842), auteur de la branche allemande, magistrat, vice‑bailli de Geilenkirchen, vice‑président en 1801 du tribunal criminel, puis en 1813 du tribunal de première instance de Cologne x  Wilhelmine Boch (1800-1872).
        - Carl Joseph Begas (1794-1854), artiste, peintre de la cour de Frédéric-Guillaume IV de Prusse x Suzanne Hoffstadt
          - Oscar Begas (1828-1883), peintre allemand.
          - Reinhold Begas (1831-1911), sculpteur allemand.
          - Adalbert Begas (1836-1888), peintre allemand.
          - Karl Begas (1845-1916), sculpteur allemand.

## Joseph Begasse
Joseph Begasse, ec. (Liège, 19 mars 1843 - 16 octobre 1924) fut anobli par le roi Léopold II de Belgique le 15 juin 1899. En 1867, il épouse à Ixelles Émilie Marie van den Houten (1843-1922) fille de Petrus van den Houten, banquier. Ils ont sept enfants, qui ont obtenu l'autorisation en 1928 du roi Albert Ier de Belgique d'ajouter le nom de famille "de Dhaem" à leur nom de famille, en mémoire du nom de famille éteint de leur arrière-grand-mère. Joseph Begasse était président de La Lainière de Sclessin SA, directeur de la C.G.E.R. et consul général d'Autriche-Hongrie à Liège.

## Portraits

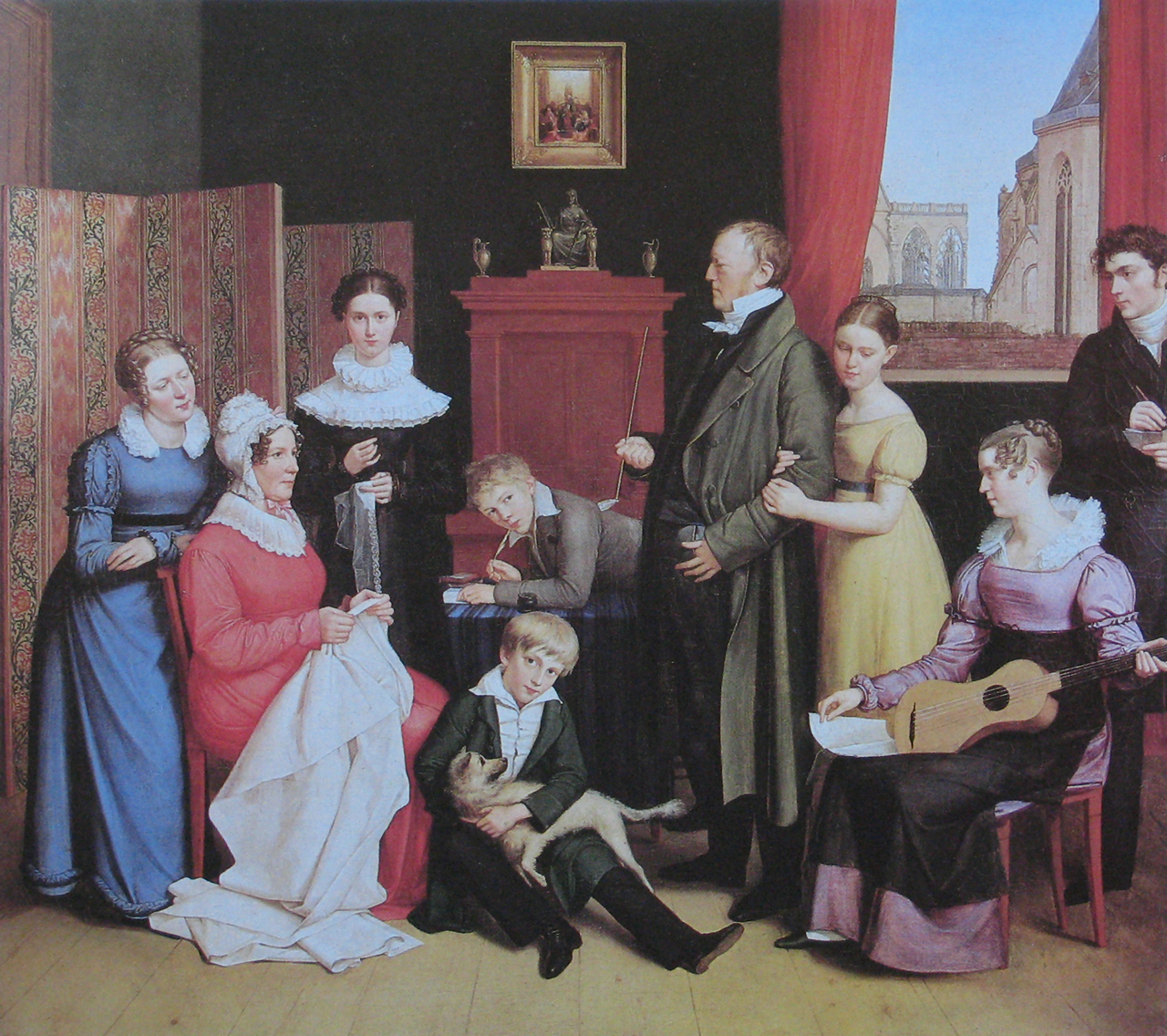
Famille Begas par Carl Joseph Begas.
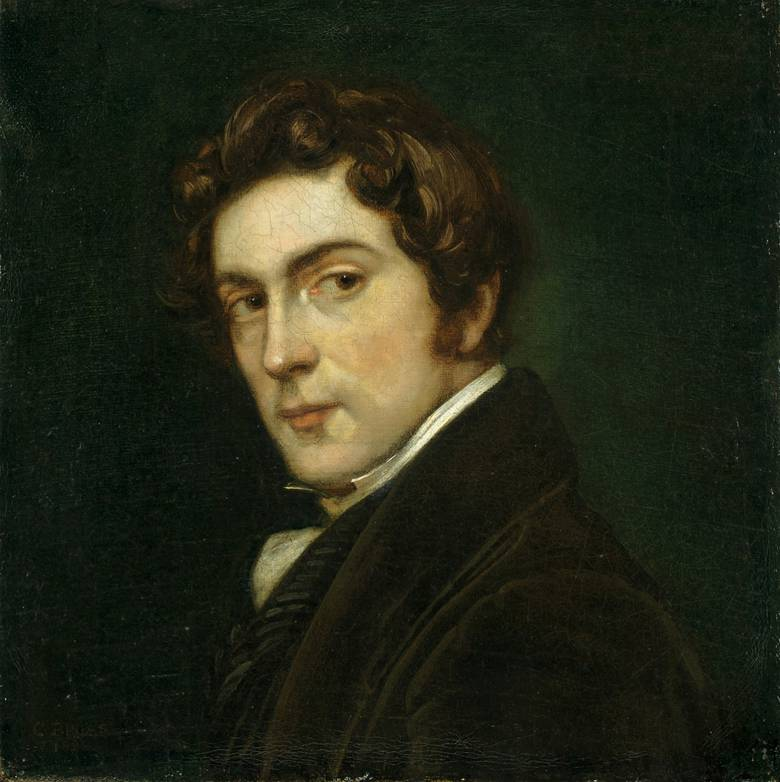
Autoportrait de Carl Joseph Begas (1794-1854)
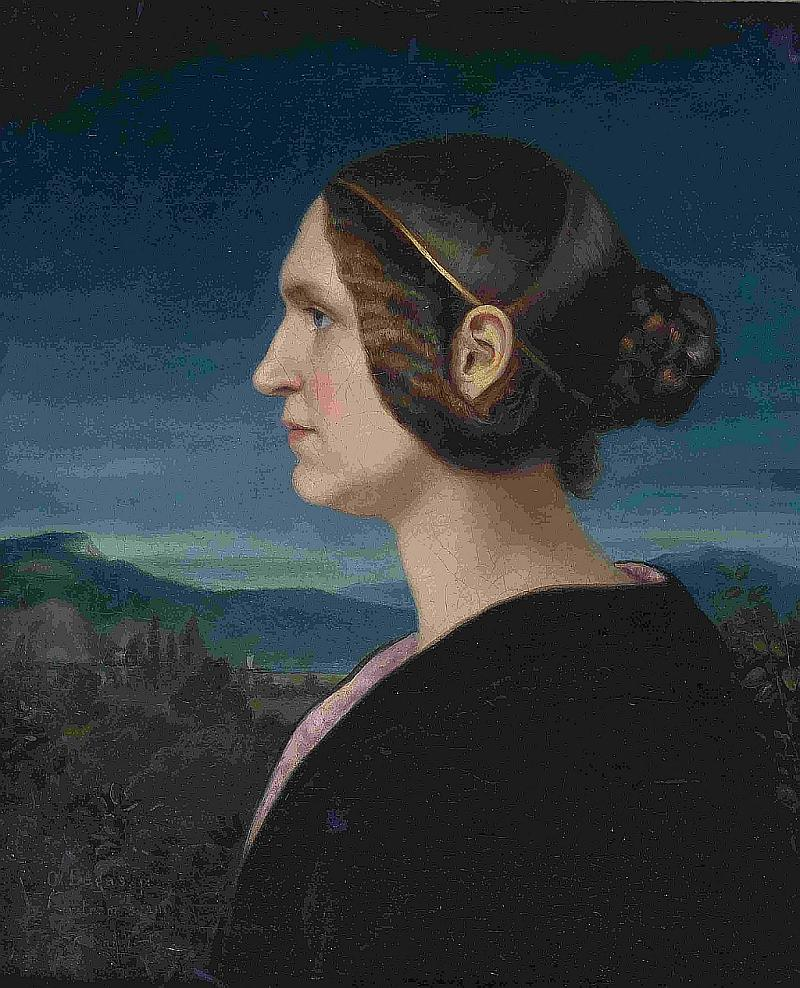
Portrait de Wilhelmine Begas, par son fils Oscar Begas (1842).
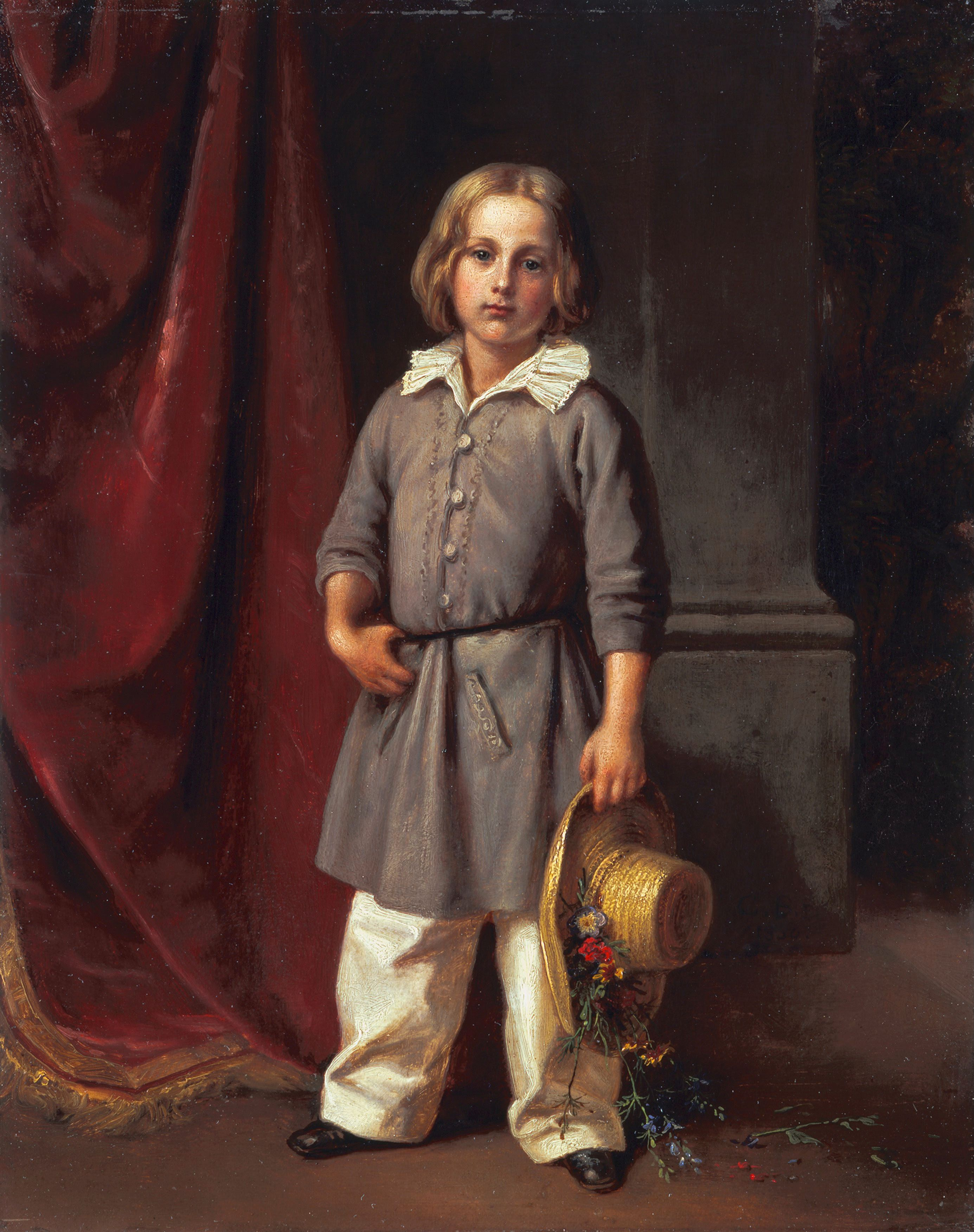
Portrait enfant de Karl Begas (1845-1916)
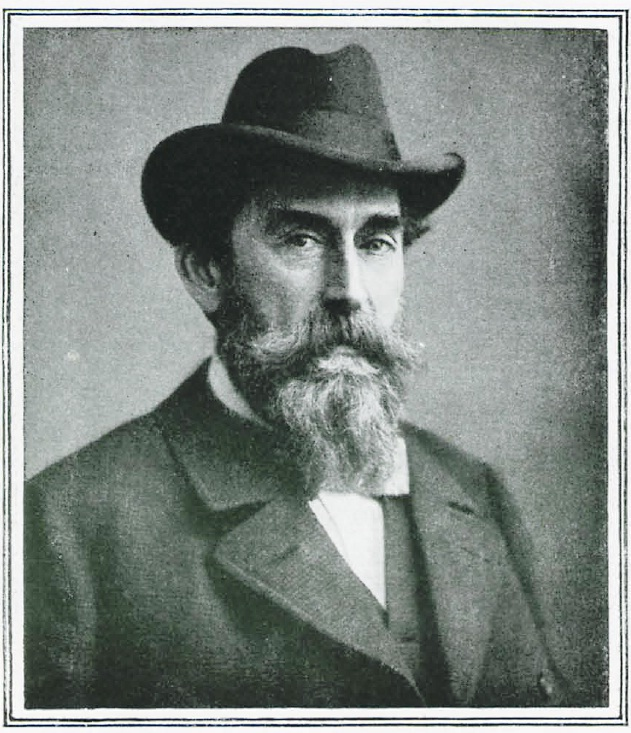
Karl Begas vers 1904
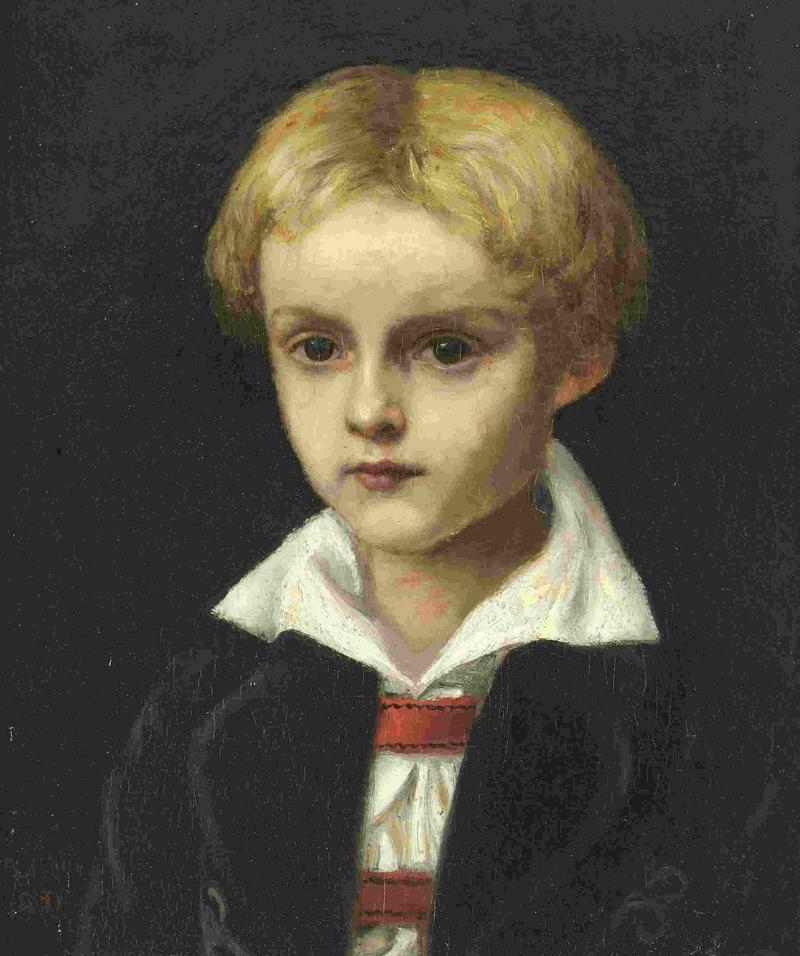
Portrait jeune de Oscar Begas (1828-1883).
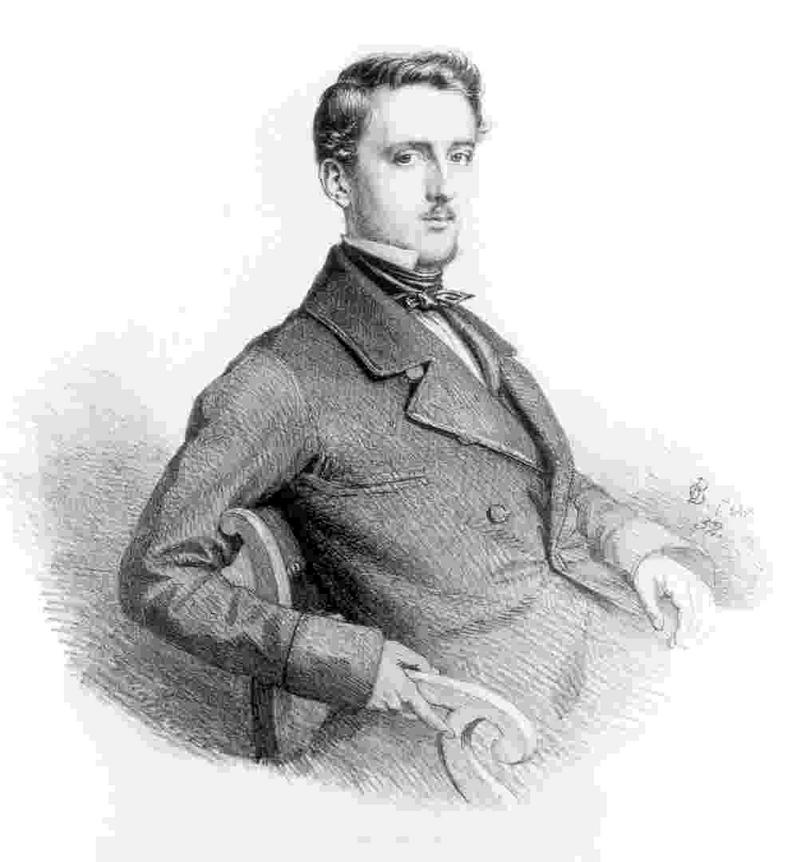
Portrait de Oscar Begas en 1852
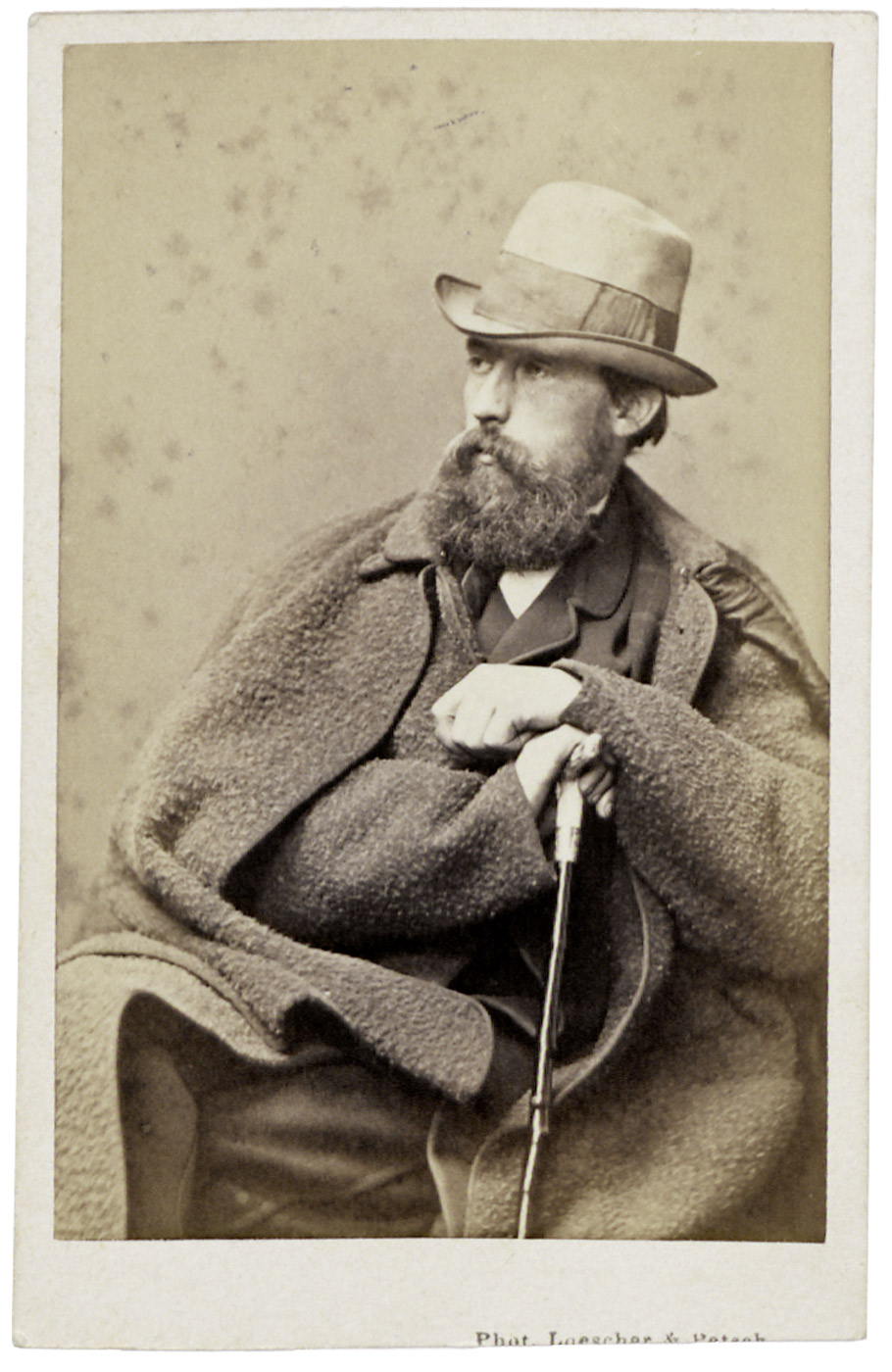
Reinhold Begas (1831-1911) vers 1860
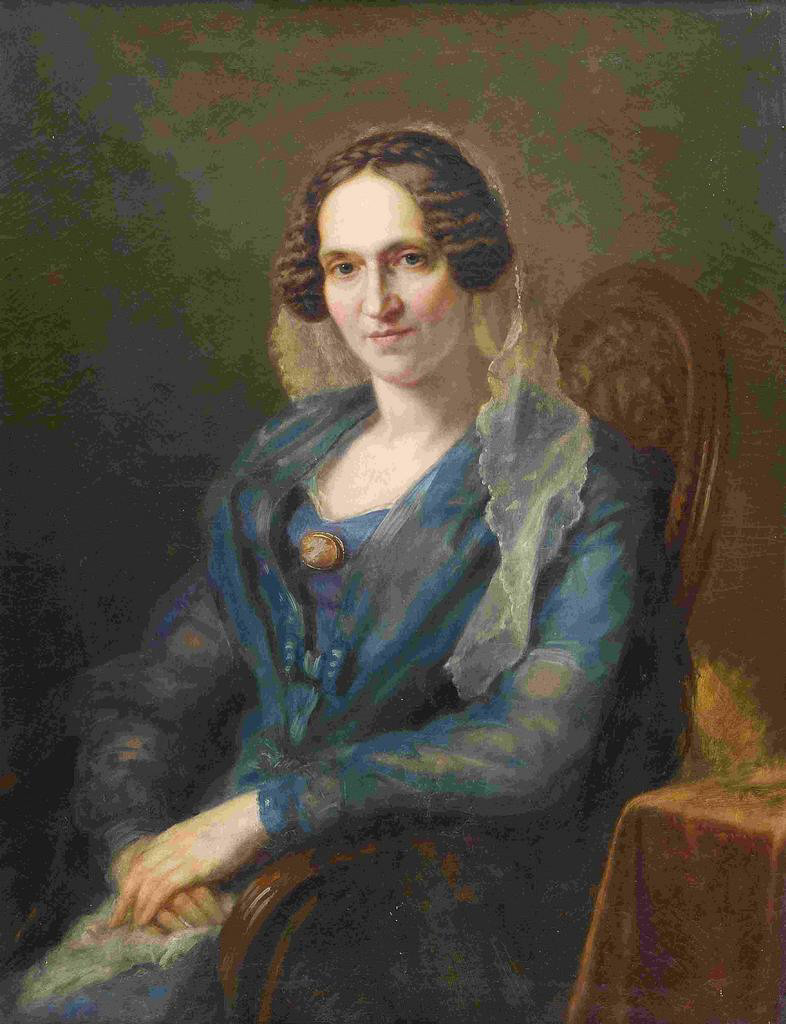
Portrait de Marie Begas (1883), épouse d'Oscar.

## Armes
| Armes de la famille Begasse de Dhaem | Les armes de la famille Begasse de Dhaem (olim Begasse ou Begas) se blasonnent ainsi : Taillé, en chef, d'argent à trois coquilles de sables; en pointe, barré d'azur et d'argent de six pièces. L'écu surmonté d'un heaume d'argent, grillé, colleté et liseré d'or, doublé et attaché d'azur, aux bourrelets et lambrequins d'argent et d'azur. Cimier : une coquille de l'écu. Devise: Toujours loyal |

## Pour approfondir